# エア・ウガンダ
エア・ウガンダ（Air Uganda）はかつてウガンダ共和国・エンテベを本拠地としていた航空会社である。

## 概要

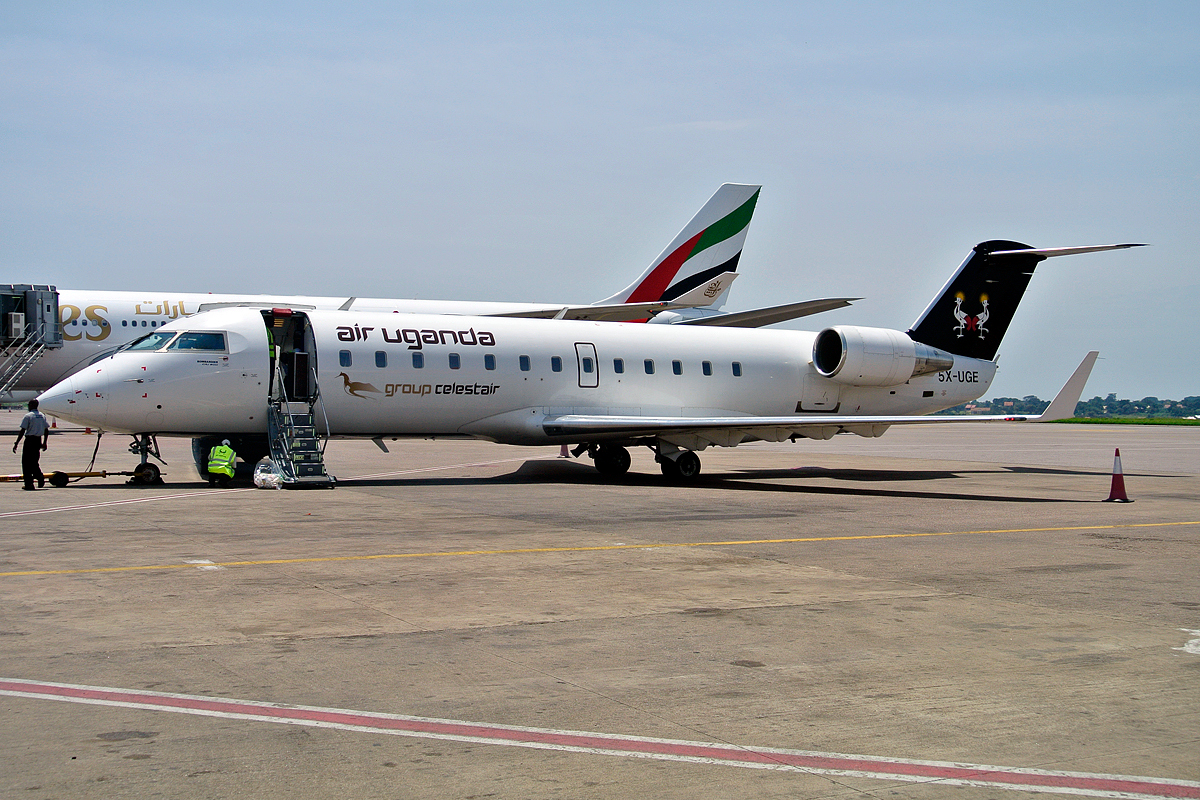
CRJ-200

会社は、2007年に設立され、同年の11月から運航を始めたが、2014年に業務を停止した。かつてウガンダ共和国のフラッグキャリアであった。

## 過去の就航都市
- ブルンジ
  - ブジュンブラ国際空港/ブジュンブラ
- ケニア
  - ジョモ・ケニヤッタ国際空港/ナイロビ
  - モイ国際空港/モンバサ
- ルワンダ
  - キガリ国際空港/キガリ (コードシェア便、ルワンダ航空による運航)
- ソマリア
  - アデン・アッデ国際空港/モガディシュ
- 南スーダン
  - ジュバ空港/ジュバ
- タンザニア
  - キリマンジャロ国際空港/アルーシャ
  - ジュリウス・ニエレレ国際空港/ダルエスサラーム
- ウガンダ
  - エンテべ国際空港/エンテベ (メインハブ)

## 運用された機材
- ボンバルディアCRJシリーズ
- マクドネル・ダグラスMD-80
- マクドネル・ダグラスMD-90